# Clathrina nanseni
Clathrina nanseni är en svampdjursart som först beskrevs av Breitfuss 1896.  Clathrina nanseni ingår i släktet Clathrina och familjen Clathrinidae. Inga underarter finns listade i Catalogue of Life.